# Distoechodon macrophthalmus
Distoechodon macrophthalmus is een straalvinnige vissensoort uit de familie van de eigenlijke karpers (Cyprinidae). De wetenschappelijke naam van de soort is voor het eerst geldig gepubliceerd in 2009 door Zhao, Kullander, Kullander & Zhang.